# Massiac
Massiac – miejscowość i gmina we Francji, w regionie Owernia-Rodan-Alpy, w departamencie Cantal.
Według danych na rok 1990 gminę zamieszkiwało 1881 osób, a gęstość zaludnienia wynosiła 54 osoby/km² (wśród 1310 gmin Owernii Massiac plasuje się na 113. miejscu pod względem liczby ludności, natomiast pod względem powierzchni na miejscu 139.).